# Grylloderes brunneri
Grylloderes brunneri är en insektsart som först beskrevs av Riggio 1888.  Grylloderes brunneri ingår i släktet Grylloderes och familjen syrsor. Inga underarter finns listade i Catalogue of Life.